# Racine de l'unité modulo n
En arithmétique modulaire, une racine k-ième de l'unité modulo n, pour des entiers k, n ≥ 2, est une racine de l'unité dans l'anneau ℤ/nℤ, c'est-à-dire une solution {\displaystyle x} de l'équation {\displaystyle x^{k}\equiv 1{\bmod {n}}}. Si k est l'ordre de {\displaystyle x} modulo n, alors {\displaystyle x} est appelé racine k-ième primitive de l'unité modulo n. 
Les racines primitives modulo n sont les racines {\displaystyle \varphi (n)}-ièmes primitives de l'unité modulo n, où {\displaystyle \varphi } est l'indicatrice d'Euler. 

## Racines de l'unité

### Propriétés
- Modulo n, si x est une racine k-ième de l'unité, alors x est inversible (d'inverse xk – 1). Autrement dit, x et n sont premiers entre eux.
- Modulo n, si x est inversible, alors c'est une racine k-ième primitive de l'unité modulo n, où k est l'ordre multiplicatif de x modulo n.
- Si {\displaystyle x} est une racine k-ième de l'unité et {\displaystyle x-1} n'est pas un diviseur de zéro, alors {\displaystyle \sum _{j=0}^{k-1}x^{j}\equiv 0{\bmod {n}}}. En effet,
{\displaystyle (x-1)\sum _{j=0}^{k-1}x^{j}\equiv x^{k}-1\equiv 0{\bmod {n}}}.

### Nombre de racinesk-ièmes
Nous désignons le nombre de racines k-ièmes de l'unité modulo {\displaystyle n} par {\displaystyle f(n,k)}. Il satisfait un certain nombre de propriétés : 
- {\displaystyle f(n,1)=1} pour {\displaystyle n\geq 2} ;
- {\displaystyle f(n,\lambda (n))=\varphi (n)} où λ désigne l'indicatrice de Carmichael et {\displaystyle \varphi } l'indicatrice d'Euler ;
- {\displaystyle n\mapsto f(n,k)} est une fonction multiplicative[2] ;
- {\displaystyle k\mid l\implies f(n,k)\mid f(n,l)} ;
- {\displaystyle f(n,\mathrm {ppcm} (a,b))=\mathrm {ppcm} (f(n,a),f(n,b))} où {\displaystyle \mathrm {ppcm} } désigne le plus petit multiple commun ;
- pour {\displaystyle p} premier, {\displaystyle \forall i\in \mathbb {N} \ \exists j\in \mathbb {N} \ f(n,p^{i})=p^{j}}. L'application {\displaystyle i\mapsto j} n'est pas précisément connue. Si elle l'était, alors avec le point précédent, elle fournirait un moyen d'évaluer {\displaystyle f} rapidement.

## Racines primitives de l'unité

### Propriétés
- L'exposant maximum pour une racine primitive modulo n est λ(n), où λ désigne l'indicatrice de Carmichael.
- Chaque diviseur k de λ(n) donne une racine k-ième primitive de l'unité. En effet, si k divise λ(n) et {\displaystyle x} une racine λ(n)-ième de l'unité (qui doit exister par définition de λ), alors {\displaystyle x^{\lambda (n)/k}} convient.
- S'il existe une racine k-ième primitive de l'unité qui est également une racine ℓ-ième de l'unité (non nécessairement primitive), alors k divise ℓ.

### Nombre de racinesk-ièmes primitives
Nous désignons le nombre de racines k-ièmes primitives de l'unité modulo n par {\displaystyle g(n,k)}. Cette fonction satisfait les propriétés suivantes : 
- {\displaystyle g(n,k)>0\Leftrightarrow k\mid \lambda (n)} ;
- {\displaystyle g(n,1)=1} ;
- {\displaystyle g(2^{n},2)=3} pour {\displaystyle n\geq 3}[2] ;
- {\displaystyle g(2^{n},2^{k})=2^{k}} pour {\displaystyle k\in [\![2,n-1]\!]} ;
- {\displaystyle g(n,2)=1} pour {\displaystyle n\geq 3} et {\displaystyle n\in } suite A033948 de l'OEIS ;
- {\displaystyle \sum _{k\in \mathbb {N} }g(n,k)=f(n,\lambda (n))=\varphi (n)} ;
- Le lien entre {\displaystyle f} et {\displaystyle g} peut être écrit de manière élégante en utilisant une convolution de Dirichlet : 
{\displaystyle f=\mathbf {1} *g}, c'est-à-dire {\displaystyle f(n,k)=\sum _{d\mid k}g(n,d)}.